# Better the Devil You Know
Better the Devil You Know è un brano musicale della cantante australiana Kylie Minogue, pubblicato nel 1990 come singolo estratto dal suo terzo album in studio Rhythm of Love. La canzone è stata scritta e prodotta da Mike Stock, Matt Aiken e Peter Waterman.

## Tracce
CD
1. Better the Devil You Know – 3:52
2. Better the Devil You Know (Mad March Hare Mix) – 7:09
3. I'm Over Dreaming (Over You) (7" Mix) – 3:21

7"
1. Better the Devil You Know – 3:52
2. I'm Over Dreaming (Over You) (7" Mix) – 3:21

12"
1. Better the Devil You Know (Mad March Hare Mix) – 7:09
2. I'm Over Dreaming (Over You) (Extended Mix) – 4:54

## Cover
Il gruppo britannico Steps ne ha realizzato una cover nel 2000 inserita nell'album Steptacular.